# Movimento antivacina
O movimento antivacina é uma oposição mais ou menos organizada à vacinação pública, oriunda de uma ampla gama de críticos de vacinas, algo que existe desde as primeiras campanhas de vacinação. O movimento antivacina moderno, de natureza quase mundial, faz uso dos recursos da internet e se baseia em ideias sem comprovação científica e em teorias da conspiração.
Há consenso científico generalizado de que vacinas são seguras e efetivas, e portanto a Organização Mundial da Saúde caracteriza a hesitação em vacinar como uma das dez maiores ameaças para a saúde mundial. No entanto, o público em geral desconhece a diferença entre o rigor do conhecimento científico e o conhecimento vulgar, o conhecimento religioso, ou o conhecer individual.
A recusa da vacinação primariamente resulta de debates públicos acerca de problemas médicos, éticos e legais relacionados a vacinas. Ela pode surgir de muitos fatores incluindo a falta de confiança de uma pessoa (desconfiança na vacina e/ou no provedor de saúde), complacência (a pessoa não vê uma necessidade para a vacina ou não vê o valor da vacina), e conveniência (acesso a vacinas). As hipóteses específicas levantadas por ativistas antivacinas têm mudado ao longo do tempo. Antivacinas, anticiência, além de diversos outros assuntos polêmicos, passaram a ser utilizados na internet com objetivos políticos. Os institutos democráticos e jurídicos tentam combater estes movimentos reconhecendo-os como crimes de divulgação de FakeNews. A não vacinação frequentemente resulta em surtos de doenças e mortes em decorrência de doenças que podem ser evitadas com a toma de vacinas.
No Brasil, a vacinação de crianças é obrigatória desde 1975, com a criação do Programa Nacional de Imunização, sendo o caráter obrigatório tornado lei em 1990 no Estatuto da Criança e do Adolescente (Art. 14 § 1). Pais ou responsáveis que não levarem suas crianças para a vacinação obrigatória podem ser incriminados por negligência e maus tratos. Em outros países, entretanto, leis propostas para tornar a vacinação obrigatória já foram atacadas por ativistas e organizações antivacinas. A oposição à vacinação obrigatória pode ser baseada em um sentimento antivacina, preocupação que ela viola liberdades civis ou reduz a confiança na vacinação, ou suspeição de enriquecimento da indústria farmacêutica.

## Eficácia

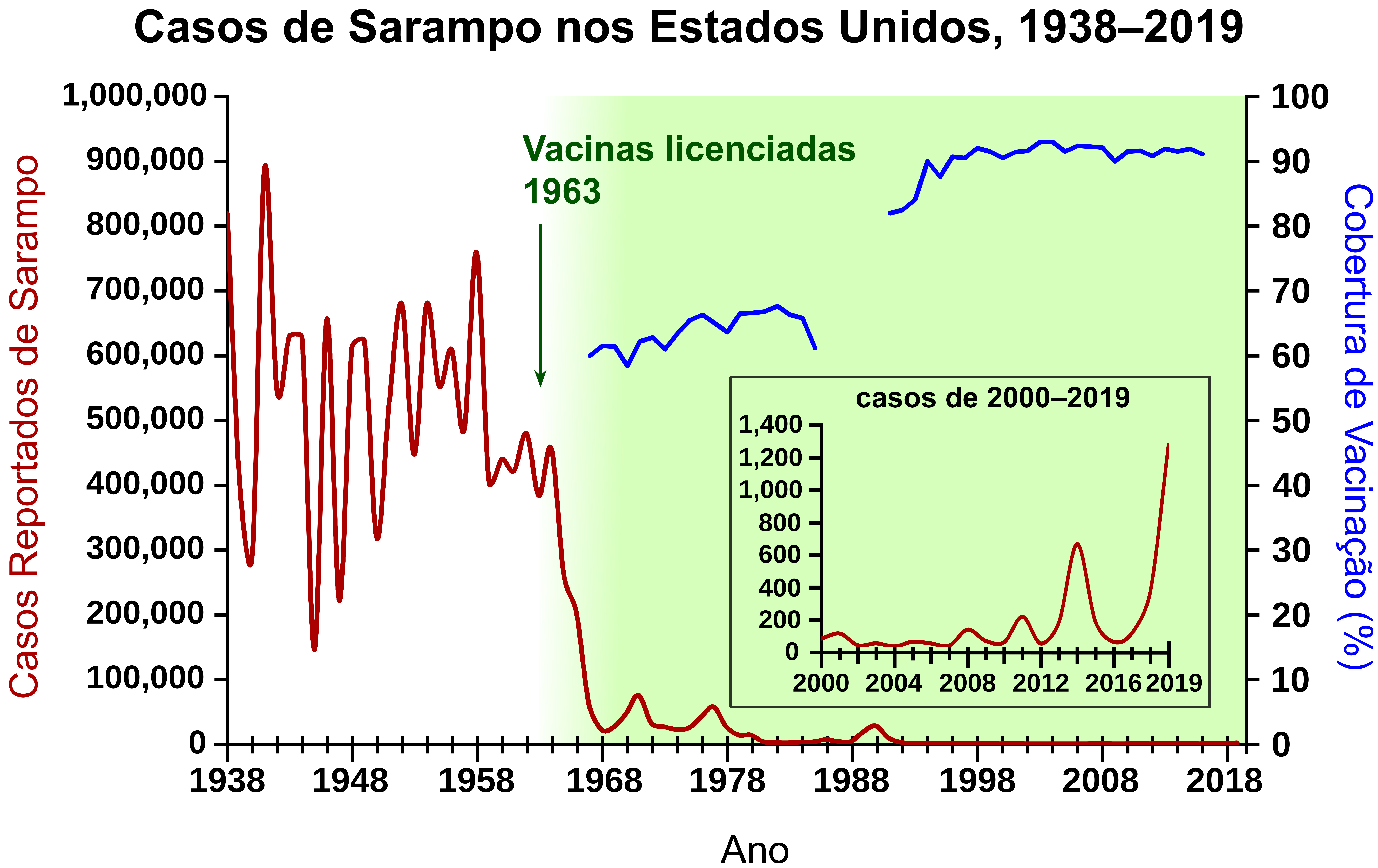
As taxas de casos de sarampo caíram drasticamente quando a imunização universal foi introduzida.

Evidências científicas da eficácia de campanhas de vacinação em larga escala são bem estabelecidas. De dois a três milhões de mortes são prevenidas todos os anos mundialmente graças à vacinação e outras 1,5 milhão de mortes poderiam ser prevenidas todos os anos se todas as vacinas recomendadas fossem usadas. Campanhas de vacinação ajudaram a erradicar a varíola, que já chegou a matar uma a cada sete crianças na Europa, e quase erradicaram a poliomielite. Como um exemplo mais modesto, infecções causadas pela Haemophilus influenzae (Hib), uma grande causa de meningite bacteriana e outras doenças sérias em crianças, diminuíram em mais de 99% nos Estados Unidos desde a introdução da vacina em 1988. É estimado que a vacinação completa, desde o nascimento até a adolescência, de todas as crianças estadunidenses nascidas em um ano salvaria 33.000 vidas e evitaria 14 milhões de infecções.
Há literatura antivacina que alega que as reduções em doenças infecciosas resultariam de melhores condições sanitárias e de higiene (ao invés da vacinação) ou que essas doenças já estavam em declínio antes da introdução de vacinas específicas. Essas alegações não são apoiadas por dados científicos; a incidência de doenças evitáveis por vacinas tendia a flutuar ao longo do tempo até a introdução de vacinas específicas, quando o ponto de incidência caiu a quase zero. Um website dos Centros de Controle e Prevenção de Doenças que buscava responder a equívocos comuns sobre vacinas argumentou, "é suposto acreditarmos que melhores condições sanitárias causaram a incidência de cada doença a cair, bem na hora que uma vacina para aquela doença foi introduzida?"
Outros críticos alegam que a imunidade garantida pelas vacinas é temporária e requer intensificadores, enquanto aqueles que sobrevivem à doença se tornam permanentemente imunes. Como discutido abaixo, as filosofias de alguns praticantes de medicina alternativa são incompatíveis com a ideia de que vacinas são efetivas.

### Saúde da população

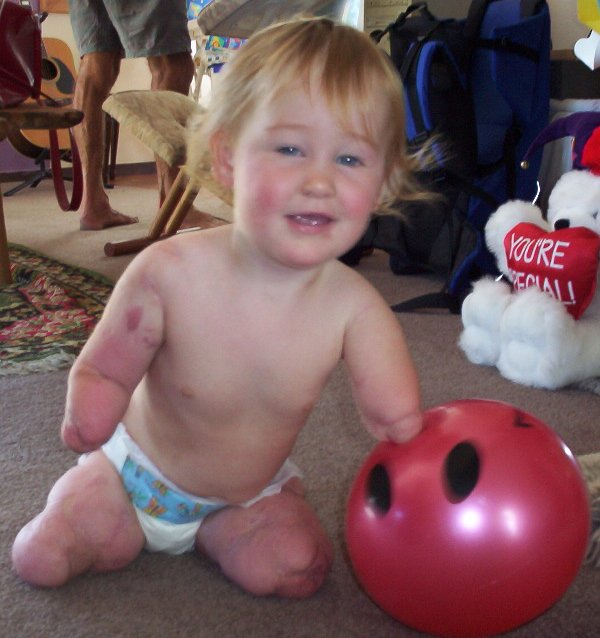
Charlotte Cleverley-Bisman teve seus quatro membros parcialmente amputados aos sete meses de idade graças à doença meningocócica. A vacinação mais abrangente pode proteger crianças como Charlotte, que são jovens demais para serem vacinadas, de pegar a doença através do desenvolvimento da imunidade de grupo.

A cobertura incompleta de vacinação aumenta o risco de doenças para a população como um todo, incluindo aqueles que já foram vacinados, porque reduz a imunidade de grupo. Por exemplo, a vacina de sarampo é dada a crianças de 9 a 12 meses de idade, e a pequena janela entre o desaparecimento dos anticorpos maternos (antes do qual a vacina não consegue seroconverter) e a infecção natural significa que crianças vacinadas estão frequentemente ainda vulneráveis. A imunidade de grupo diminui essa vulnerabilidade se todas as crianças estiverem vacinadas. Aumentar a imunidade de grupo durante um surto é talvez a justificação mais largamente aceita para a vacinação em massa. Quando uma nova vacina é introduzida, a vacinação em massa ajuda a aumentar a cobertura rapidamente.
Se o suficiente de uma população for vacinada, a imunidade de grupo se torna efetiva, diminuindo o risco de pessoas que não podem tomar vacinas por serem muito jovens ou muito velhas, imunocomprometidas, ou se tiverem alergias severas aos ingredientes da vacina. O resultado para pessoas com sistemas imunológicos comprometidos quando se infectam é frequentemente pior do que o da população em geral.

### Custo-benefício
Vacinas comumente usadas são custo-eficazes e uma forma preventiva de promover a saúde, em comparação com tratamentos de doenças crônicas ou agudas. Nos Estados Unidos durante 2001, imunizações infantis de rotina contra sete doenças pouparam um valor estimado de 40 bilhões de dólares por grupo de ano de nascimento e custos sociais gerais, incluindo 10 bilhões em custos diretos de saúde.

### Necessidade
Quando um programa de vacinação reduz efetivamente o perigo de uma doença, ele pode reduzir o risco percebido da doença já que memórias culturais dos efeitos daquela doença somem. Nesse ponto, pais podem sentir que não têm nada a perder ao não vacinar suas crianças. Se pessoas o suficiente quiserem se tornar "parasitas", ganhando os benefícios da imunidade de grupo sem se vacinarem, os níveis de vacinação podem cair a um nível onde a imunidade de grupo não é mais efetiva. De acordo com a socióloga Jennifer Reich, aqueles pais que acreditam que a vacinação é eficaz mas preferem que suas crianças não tomem vacinas, são os mais prováveis a mudar de ideia, caso abordados propriamente.

## Temas comuns
Enquanto alguns antivacinas abertamente negam as melhoras que as vacinas causaram à saúde pública ou acreditam em teorias da conspiração, é muito mais comum que citem preocupações sobre segurança. Como com qualquer tratamento médico, há um potencial para que as vacinas causem complicações sérias, como reações alérgicas severas, mas ao contrário da maior parte das outras intervenções médicas, as vacinas são dadas a pessoas saudáveis e então um maior nível de segurança é requerido. Apesar de complicações sérias em decorrência de vacinas serem possíveis, elas são extremamente raras e muito menos comuns que riscos simulares das doenças que previnem. Com o sucesso de programas de imunização e diminuição da incidência de doenças, a atenção do público se move dos riscos da doença aos riscos da vacina, e se torna desafiador para autoridades de saúde preservarem o apoio público aos programas de vacinação.
O sucesso estrondoso de certas vacinações tornou algumas doenças raras e consequentemente levou a pensamentos heurísticos incorretos na pesagem de riscos contra benefícios, entre pessoas hesitantes sobre a vacinação. Uma vez que essas doenças (por exemplo, a Haemophilus influenzae) diminuam em prevalência, as pessoas podem não mais apreciar o quão séria a doença é, graças à falta de familiaridade com ela, e se tornar complacentes. A falta de experiência pessoa com essas doenças reduz o perigo percebido e consequentemente o benefício percebido da imunização. Por outro lado, algumas doenças (como a gripe) continuam tão comuns que pessoas hesitantes sobre a vacinação erroneamente percebem a doença como não sendo perigosa apesar das evidências de que a doença apresenta uma ameaça séria à saúde humana. Omissão e viés de desconfirmação também contribuem para a hesitação.
Várias preocupações sobre a imunização foram levantadas. Elas foram respondidas e as preocupações não são apoiadas por evidência. Preocupações sobre a segurança da imunização frequentemente seguem um padrão. Primeiro, alguns investigadores sugerem que uma condição médica de prevalência crescente ou causa desconhecida é um efeito adverso da vacinação. O estudo inicial e estudos subsequentes pelo mesmo grupo aplicam uma metodologia inadequada, tipicamente uma série de casos com pouco ou nenhum controle. Um anúncio prematuro é feito sobre o suposto efeito adverso, ressoando com os indivíduos que sofrem dessa condição, e subestimando o dano potencial de não se vacinar para aqueles que podem ser protegidos pela vacina. Outros grupos tentam replicar o estudo inicial mas falham em conseguir os mesmos resultados. Finalmente, leva-se ano para reconquistar a confiança pública na vacina. Efeitos adversos atribuídos às vacinas tipicamente têm uma origem desconhecida, uma incidência crescente, alguma plausibilidade biológica, ocorrências próximas da época de vacinação, e resultados indesejados. Em quase todos os casos, o efeito para a saúde pública é limitado por fronteiras culturais: falantes de inglês se preocupam sobre uma vacina causar autismo, enquanto falantes de francês se preocupam sobre uma outra vacina causar esclerose múltipla, e nigerianos se preocupam sobre uma terceira vacina causar infertilidade.

### Autismo
A ideia de uma ligação entre vacinas e autismo já foi extensivamente investigada e concluída como falsa. O consenso científico é de que não há qualquer relação, causal ou não, entre vacinas e a incidência de autismo, e que os ingredientes da vacina não causam autismo.
Mesmo assim, o movimento antivacina continua a promover mitos, teorias da conspiração e desinformação relacionando os dois. Uma tática em desenvolvimento parece ser a de "promoção de pesquisas irrelevantes [como] um agregado ativo de diversos estudos questionáveis ou perifericamente relacionados em uma tentativa de justificar a ciência sob uma alegação questionável."

#### Timerosal
Timerosal (também chamado de tiomersal) é um preservativo antifúngico usado em pequenas quantidades em algumas vacinas de múltiplas doses (onde o mesmo frasco é aberto e usado para múltiplos pacientes) para prevenir a contaminação da vacina. Apesar da eficácia do timerosal, o seu uso é controverso porque ele pode ser metabolizado ou degradado no corpo para etilmercúrio (C2H5Hg+) e tiosalicílico. Como resultado, em 1999, o Centros de Controle e Prevenção de Doenças e a Academia Americana de Pediatria pediu para fabricantes de vacinas que removesse timerosal das vacinas o mais rápido possível por precaução. Timerosal é agora ausente de todas as vacinas comuns nos Estados Unidos e na Europa, com exceção de algumas preparações da vacina da gripe. Resquícios vestigiais continuam em algumas vacinas graças aos processos de produção, até um máximo aproximado de um micrograma, cerca de 15% da média diária de ingestão de mercúrio nos Estados Unidos para adultos e 2,5% do nível diário considerado aceitável pela OMS.
A ação causou preocupação de que o timerosal poderia ter sido responsável por autismo. A ideia é agora considerada falsa, já que taxas de incidência de autismo continuaram a aumentar com a mesma constância mesmo depois da remoção de timerosal das vacinas infantis. Atualmente, não há qualquer evidência científica de que exposição a timerosal pode ser um fator causador de autismo. Desde 2000, alguns pais nos Estados Unidos têm procurado compensação jurídica de um fundo federal, alegando que o timerosal causou autismo em seus filhos. Um comitê da Academia Nacional de Medicina dos Estados Unidos de 2004 favoreceu a rejeição de qualquer relação causal entre vacinas com timerosal e autismo. A concentração de timerosal usada em vacinas como um agente antimicrobial vai de 0,001% (1 parte em 100.000) a 0,01% (1 parte em 10.000). Uma vacina contendo 0,01% de timerosal tem 25 microgramas de mercúrio por dose de 0,5 mL, aproximadamente a mesma quantidade de mercúrio encontrada em uma lata de 85g de atum. Há evidência científica robusta e revisada por pares apoiando a segurança de vacinas contendo timerosal.

#### A tríplice viral
No Reino Unido, a tríplice viral foi sujeita a uma controvérsia depois da publicação na The Lancet em 1998 de um artigo fraudulento escrito por Andrew Wakefield e outros relatando histórias de doze crianças, a maioria com transtornos do espectro autista se iniciando pouco tempo depois da administração da vacina. Em uma conferência de imprensa em 1998, Wakefield sugeriu que dar a crianças essa vacina em três doses diferentes seria mais seguro do que em uma única vacinação. Essa sugestão não era apoiada pelo artigo, e diversos estudos subsequentes revisados por pares não conseguiram mostrar qualquer associação entre a vacina e autismo. Mais tarde, foi descoberto que Wakefield tinha recebido financiamento de litigantes contra fabricantes de vacina e que ele não havia informado a colegas ou autoridades médicas sobre seu conflito de interesses. Caso isso fosse conhecido, a publicação na The Lancet não teria ocorrido como foi. Wakefield tem sido duramente criticado com bases científicas e éticas pela forma com que sua pesquisa foi conduzida e por causar um declínio nas taxas de vacinação, que caíram no Reino Unido para 80% nos anos depois do estudo. Em 2004, a interpretação do estudo que ligava a tríplice viral com autismo foi formalmente retirada por dez de seus treze coautores, e em 2010 os editores da The Lancet retiraram completamente o artigo de circulação. Wakefield foi expulso do registro médico do Reino Unido, com uma declaração identificando a falsificação deliberada na pesquisa publicada na The Lancet, e está proibido de exercer qualquer atividade médica no país.
O Centros de Controle e Prevenção de Doenças, a Academia Nacional de Medicina dos Estados Unidos, o Departamento de Saúde e Envelhecimento da Austrália e o Serviço Nacional de Saúde do Reino Unido todos concluíram que não há qualquer evidência de uma ligação entre a tríplice viral e autismo. Uma análise da Colaboração Cochrane concluiu que não há ligação credível entre a tríplice viral e autismo, que a tríplice previne doenças que ainda carregam uma grande quantia de mortes e complicações e que a falta de confiança na tríplice danificou a saúde pública, e que o planejamento e reportagem de resultados de segurança em estudos sobre a tríplice viral são largamente inadequados. Outras análises concordam, com estudos descobrindo que vacinas não estão ligadas ao autismo mesmo em populações mais suscetíveis, como crianças com irmãos com autismo.
Em 2009, a The Sunday Times reportou que Wakefield havia manipulado dados de pacientes e reportado incorretamente resultados em seu artigo de 1998, criando a aparência de uma ligação com o autismo. Um artigo de 2011 no British Medical Journal escreveu como os dados no estudo tinham sido falsificados por Wakefield para que chegassem a uma conclusão predeterminada. Um editorial de acompanhamento no mesmo jornal descreveu o trabalho de Wakefield como uma "fraude elaborada" que levou a menores taxas de vacinação, pondo centenas de milhares de crianças em perigo e desviando energia e dinheiro da pesquisa sobre o que é a causa real do autismo.
Uma corte especial reunida nos Estados Unidos para analisar alegações sob o National Vaccine Injury Compensation Program ("Programa Nacional de Compensação pelos Danos da Vacina") determinou em 12 de fevereiro de 2009 que pais de crianças autistas não tem o direito a qualquer compensação em sua disputa de que certas vacinas causaram o autismo de suas crianças.

### Sobrecarga de vacinas
A "sobrecarga de vacinas" é a noção de que dar muitas vacinas de uma vez pode sobrecarregar ou enfraquecer o sistema imunológico imaturo de uma criança e levar a efeitos adversos. Apesar de evidências científicas fortemente contradizerem esta ideia, ainda há pais de crianças autistas que acreditam que uma sobrecarga de vacinas causa autismo. A controvérsia resultante fez com que muitos pais adiassem ou evitassem imunizar seus filhos. Tais equívocos parentais são grandes obstáculos para a imunização de crianças.
O conceito de sobrecarga de vacinas é falho em vários níveis. Apesar do aumento no número de vacinas em décadas recentes, os aprimoramentos na fabricação das vacinas reduziram a carga imunológica delas; o número total de componentes imunológicos nas 14 vacinas administradas a crianças nos Estados Unidos em 2009 é menos de 10% daquele nas sete vacinas administradas em 1980. Um estudo publicado em 2013 não encontrou qualquer correlação entre autismo e o número de antígenos nas vacinas dadas a crianças de até dois anos de idade. Das 1.008 crianças no estudo, um quarto daquelas diagnosticadas com autismo tinham nascido entre 1994 e 1999, quando o cronograma de vacinação poderia conter mais de 3.000 antígenos (em uma única dose da tríplice bacteriana). O cronograma de vacinação de 2012 contém muito mais vacinas, mas o número de antígenos a que a criança é exposta até os dois anos de idade é de 315. As vacinas oferecem uma carga imunológica muito pequena se comparada aos patógenos naturalmente encontrados por uma criança em um ano típico; condições comuns à infância como febres e infecções no ouvido médio apresentam um desafio muito maior ao sistema imunológico do que vacinas, e estudos mostraram que vacinações, mesmo múltiplas vacinações ao mesmo tempo, não enfraquecem o sistema imunológico nem comprometem a imunidade em geral. A falta de evidência apoiando a hipótese da sobrecarga de vacinas, combinadas com essas descobertas diretamente a contradizendo, levaram à conclusão de que os atuais programas de vacinação não "sobrecarregam", tampouco enfraquecem, o sistema imunológico.
Qualquer experimento baseado em negar vacinas a crianças é considerado antiético, e estudos observacionais provavelmente seriam confundidos por diferenças no comportamento de procura de serviços de saúde de crianças menos vacinadas. Portanto, nenhum estudo diretamente comparando taxas de autismo entre crianças vacinadas e não vacinadas foi feito. Entretanto, o conceito de sobrecarga de vacinas é biologicamente implausível, já que crianças vacinadas e não vacinadas têm a mesma resposta imunológica a infecções não relacionadas a vacinas, e autismo não é uma doença mediada pelo sistema imunológico, então alegações de que vacinas poderiam causá-lo por sobrecarregar o sistema imunológico vão contra o conhecimento atual da patogênese do autismo. Por isso, a ideia de que vacinas causam autismo foi efetivamente descartada graças ao peso das evidências atuais.

### Infecção pré-natal
Há evidência de que esquizofrenia é associada com a exposição pré-natal a infecções de rubéola, gripe e toxoplasmose. Por exemplo, um estudo descobriu um risco exponencial de esquizofrenia quando mães são expostas à gripe durante o primeiro trimestre de gravidez. Isso pode ter implicações de saúde pública, já que estratégias para prevenir a infecção incluem vacinação, higiene simples e, no caso da toxoplasmose, antibióticos. Com base em estudos em animais, preocupações teóricas foram trazidas sobre uma possível ligação entre esquizofrenia e a resposta imunológica maternal ativada pelos antígenos de um vírus; uma análise de 2009 concluiu que não havia evidências suficientes para recomendar um uso rotineiro da vacina trivalente contra a gripe durante o primeiro trimestre da gravidez, mas que a vacina ainda é recomendada fora do primeiro trimestre e em circunstâncias especiais como em pandemias ou em mulheres com certas outras condições. O Comitê Consultivo para Práticas de Imunização dos Centros de Controle e Prevenção de Doenças, o Colégio Americano de Obstetras e Ginecologistas e a Academia Americana de Médicos de Família recomendam vacinas contra a gripe rotineiras para mulheres grávidas por diversas razões:
- o risco de complicações sérias relacionadas à gripe durante os últimos dois trimestres;
- as maiores taxas de hospitalizações relacionadas à gripe em comparação com mulheres não grávidas;
- a possível transferência de anticorpos contra a gripe maternais para a criança, protegendo a criança da gripe; e
- diversos estudos que mostram nenhum dano a mulheres grávidas ou seus filhos derivados das vacinas.

Apesar dessa recomendação, apenas 16% das mulheres grávidas saudáveis nos Estados Unidos questionadas em 2005 haviam sido vacinadas contra a gripe.

### Preocupações sobre ingredientes
Compostos de alumínio são usados como adjuvantes imunológicos para aumentar a eficácia de muitas vacinas. O alumínio nas vacinas estimula ou causa pequenas quantidades da dano aos tecidos, levando o corpo a responder com mais força ao que ele vê como uma infecção série e promovendo o desenvolvimento de uma resposta imunológica duradoura. Em alguns casos, esses componentes foram associados com vermelhidão, coceira e febre baixa, mas o uso de alumínio em vacinas não foi associado com eventos adversos sérios. Em alguns casos, vacinas contendo alumínio foram associadas a miofascite macrofágica (MMF), lesões microscópicas localizadas contendo sais de alumínio que persistiriam por até 8 anos. Entretanto, estudos recentes controlados não encontraram quaisquer sintomas clínicos específicos em indivíduos com biópsias mostrando MMF, e não há qualquer evidência de que vacinas contendo alumínio são um risco sério à saúde ou justificam mudanças à prática de imunização. Crianças são expostas a maiores quantidades de alumínio em sua vida diária no leite materno e fórmula infantil do que em vacinas. Em geral, pessoas são expostas a baixos níveis de alumínio em quase qualquer comida e em água potável. A quantidade de alumínio presente em vacinas é pequena, menos que um miligrama, e níveis tão baixos não são danosos à saúde humana.
Pessoas hesitantes em vacinas também expressam fortes preocupações sobre a presença de metanal (ou formaldeído) em vacinas. Metanal é usado em concentrações muito baixas para inativas toxinas virais e bacterianas usadas em vacinas. Quantidades baixas de metanal residual também podem estar presentes em vacinas mas estão muito abaixo dos valores prejudiciais à saúde humana. Os níveis presentes em vacinas são minúsculos quando comparados com níveis naturais de metanal no corpo humano e não apresentam qualquer risco de toxicidade. O corpo humano continuamente produz metanal naturalmente e contém de 50 a 70 vezes mais quantidade de metanal do que na maior quantidade presente em qualquer vacina. Além disso, o corpo humano é capaz de quebrar naturalmente as pequenas quantidades de metanal presentes em vacinas. Não há evidências ligando as infrequentes exposições a pequenas quantidades de metanal presentes em vacinas ao câncer.

### Síndrome de morte súbita infantil
A síndrome de morte súbita infantil (SMSI) é mais comum em crianças por volta da idade em que recebem muitas vacinas. Já que a causa da SMSI não foi totalmente determinada, isso levou a preocupações sobre se vacinas, em particular a tríplice bacteriana, seriam um possível fator causal. Muitos estudos investigaram isso e não encontraram qualquer evidência de uma ligação causal entre a vacinação e a SMSI. Em 2003, a Academia Nacional de Medicina dos Estados Unidos favoreceu a rejeição de uma ligação causal entre da tríplice bacteriana e a SMSI depois de analisar as evidências disponíveis. Análises adicionais de dados do Sistema de Reportagem de Eventos Adversos de Vacinas (VAERS) também não mostraram qualquer relação entre vacinas e a SMSI. Na verdade, evidências começaram a mostrar que a vacinação pode proteger crianças da SMSI.

### Vacinas contra carbúnculo
Na metade da década de 1990, reportagens sobre vacinas discutiram a síndrome da Guerra do Golfo, uma desordem multi-sintomática afetando veteranos estadunidenses da Guerra do Golfo Pérsico de 1990–1991. Um dos primeiros artigos da revista digital Slate era um de Atul Gawande onde as imunizações obrigatórias recebidas pelos soldados, incluindo a vacina contra carbúnculo, eram citadas como entre as principais culpadas pelos sintomas associados à síndrome da Guerra do Golfo. No final da década de 1990, a Slate publicou um artigo sobre a "rebelião crescente" no exército contra a imunização contra carbúnculo por causa da "disposição dos soldados à desinformação sobre vacinas na internet". A Slate continuou a relatar as preocupações sobre as imunizações obrigatórias contra carbúnculo e varíola para as tropas estadunidenses depois dos ataques de 11 de setembro de 2001 e artigos sobre o assunto também apareceram na página da Salon.  Os ataques com carbúnculo nos Estados Unidos em 2001 aumentaram as preocupações sobre bioterrorismo e o governo dos Estados Unidos aumentou seus esforços para guardar e criar mais vacinas para cidadãos do país. Em 2002, a revista Mother Jones publicou um artigo em tom cético sobre a imunizações contra carbúnculo e varíola para as Forças Armadas dos Estados Unidos. Com a invasão do Iraque em 2003, uma polêmica mais extensiva foi criada na mídia sobre a obrigação das tropas de serem vacinadas contra carbúnculo. De 2003 a 2008, uma série de casos judiciais foram criados para opor a obrigatoriedade da vacinação para as tropas estadunidenses.

### Vacina contra a gripe suína

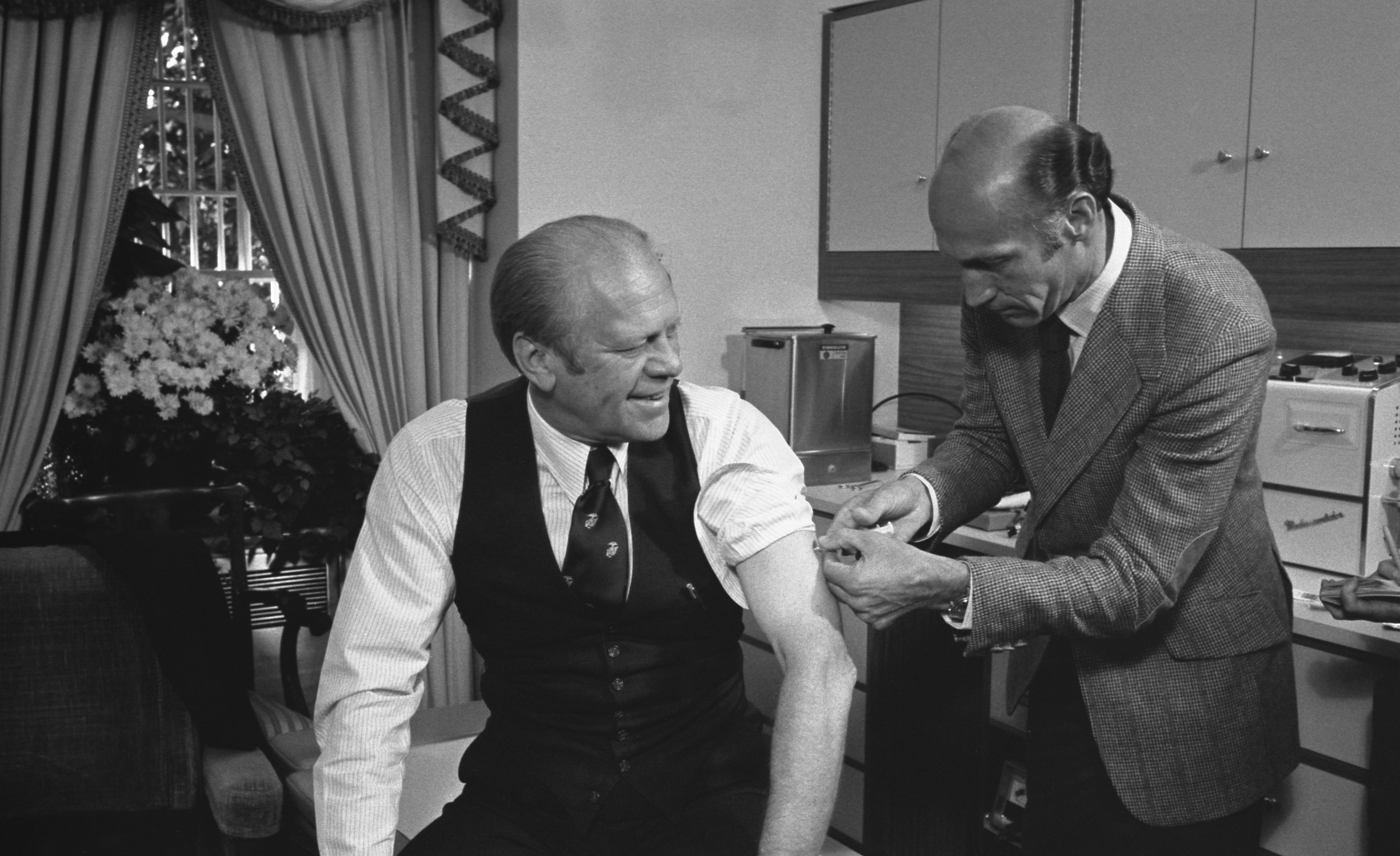
O então presidente dos Estados Unidos, Gerald Ford, recebendo sua dose da vacina contra a gripe suína em 1976.

A campanha de imunização nos Estados Unidos contra a gripe suína em resposta ao surto de gripe suína de 1976 ficou conhecida como "o fiasco da gripe suína", porque o surto não levou a uma pandemia como temia o então presidente do país, Gerald Ford, e a distribuição com poucos cuidados da vacina acabou por aumentar o número de casos de síndrome de Guillain-Barré duas semanas depois da imunização. Oficiais do governo pararam a campanha de imunização em massa graças à grande preocupação sobre a segurança da vacina contra a gripe suína. O público em geral foi deixado com mais medo da campanha de vacinação do que do vírus em si e as políticas de vacinação foram, em geral, desafiadas.
Durante a pandemia de gripe A de 2009, grandes polêmicas foram levantadas sobre a segurança da vacina contra a H1N1 em países como a França. Vários grupos franceses criticaram publicamente a vacina como potencialmente perigosa. Por causa de similaridades entre o vírus H1N1 da gripe A e o vírus da gripe A/NJ de 1976, muitos países criaram sistemas de vigilância para efeitos adversos relacionados a vacinas na saúde humana. Uma possível ligação entre a vacina contra a H1N1 de 2009 e casos da síndrome de Guillain-Barré foram estudados na Europa e nos Estados Unidos.

### Outras preocupações sobre a segurança
Outras preocupações sobre a segurança de vacinas foram promovidas na internet, em reuniões informais, em livros e em simpósios. Essas incluem hipóteses de que vacinações podem levar a crises epiléticas, alergias, esclerose múltipla e doenças autoimunes como a diabetes tipo 1, bem como hipóteses de que vacinas poderiam transmitir encefalopatia espongiforme bovina, o vírus da hepatite C e o vírus da imunodeficiência humana. Essas hipóteses foram investigadas, com a conclusão de que as vacinas atualmente utilizadas cumprem altos padrões de segurança e que críticas sobre a segurança das vacinas na mídia popular não são justificadas. Grandes estudos epidemiológicos bem controlados foram conduzidos e os resultados não apoiam a hipótese de que vacinas causam doenças crônicas. Além disso, algumas vacinas são mais prováveis de impedir ou modificar do que causar ou exacerbar doenças autoimunes. Outra preocupação comum que pais geralmente têm é sobre a dor associada à administração de vacinas durante a visita ao médico. Isso pode levar a pedidos de pais para espaçar mais as vacinações; entretanto, estudos mostram que a reação de estresse de uma crianças não é diferente quando recebendo uma vacina ou duas. O ato de espaçar mais as vacinações pode na verdade levar a mais estímulos estressantes para a criança.

### A clínica falsa de vacinação da CIA
No Paquistão, a CIA administrou uma falsa clínica de vacinação em uma tentativa de localizar Osama bin Laden. Como consequência direta, houve diversos ataques e mortes entre agentes de vacinação. Muitos pregadores islâmicos e grupos militantes, incluindo algumas facções do Talibã, veem a vacinação como um plano para matar ou esterilizar muçulmanos. Esforços para erradicar a poliomielite foram ainda mais atrapalhados por ataques aéreos dos Estados Unidos no Paquistão. Isso é parte do motivo pelo qual o Paquistão e o Afeganistão são os únicos países onde a poliomielite continuava endêmica em 2015.

### Mitos sobre a vacina
Muitos mitos sobre a vacinação contribuem para preocupações de pais e hesitações sobre a vacina. Esses incluem a suposta superioridade da infecção natural em comparação à vacinação, o questionamento sobre se as doenças prevenidas pelas vacinas são perigosas, se as vacinas apresentam dilemas morais ou religiosos, a sugestão de que vacinas não são efetivas, a proposta de abordagens não comprovadas ou ineficazes às vacinas, e teorias da conspiração que se centram em desconfiança do governo e de instituições médicas.

#### Vacinação durante doença
Muitos pais tem preocupações sobre a segurança de vacinações enquanto seu filho está doente. Doenças moderadas a severas com ou sem febre são de fato uma precaução quando considerando a vacinação. As vacinas continuam eficazes durante doenças da infância. A razão pela qual vacinas podem ser evitadas se uma crianças estiver moderadamente ou severamente doente é porque alguns efeitos esperados da vacinação (por exemplo, febre ou irritações na pele) podem ser confundidos com a progressão da doença. É seguro administrar vacinas a crianças que aparentarem estar bem e estiverem levemente doentes com resfriado.

#### Infecção natural
Outro mito comum antivacina é o de que o sistema imunológico produz uma proteção melhor em resposta à infecção natural quando comparada com à de uma vacina. Em alguns casos, a infecção real com a doença pode produzir imunidade perpétua contra a doença. Entretanto, doenças naturais carregam um risco muito maior de prejudicar a saúde de uma pessoa do que vacinas. Por exemplo, uma infecção natural de varicela (catapora) carrega um risco maior de superinfecção bacteriana com Streptococcus pyogenes.

#### Vacina contra o HPV
A ideia de que a vacina contra o vírus do papiloma humano (HPV) é ligada a aumento do comportamento sexual não é apoiada por evidências científicas. Uma análise que quase 1.400 garotas adolescentes não encontrou qualquer diferença em gravidez na adolescência, incidência de doenças sexualmente transmissíveis ou aconselhamento contraceptivo entre as que tomaram e as que não tomaram a vacina contra o HPV. Milhares de estadunidenses morrem anualmente em decorrência de cânceres que seriam evitáveis com a toma da vacina.

#### Cronograma de vacinas
Outras preocupações foram levantadas sobre o cronograma de vacinas recomendado pelo Comitê Consultivo para Práticas de Imunização (ACIP). O cronograma de imunização é planejado para proteger crianças de doenças evitáveis quando estão mais vulneráveis. A prática de atrasar espaçar as vacinas aumenta a quantidade de tempo que a criança está suscetível a essas doenças. Receber vacinas de acordo com o cronograma é recomendado pelo ACIP e não é ligado ao autismo ou a um atraso no desenvolvimento.

## Eventos após reduções na vacinação

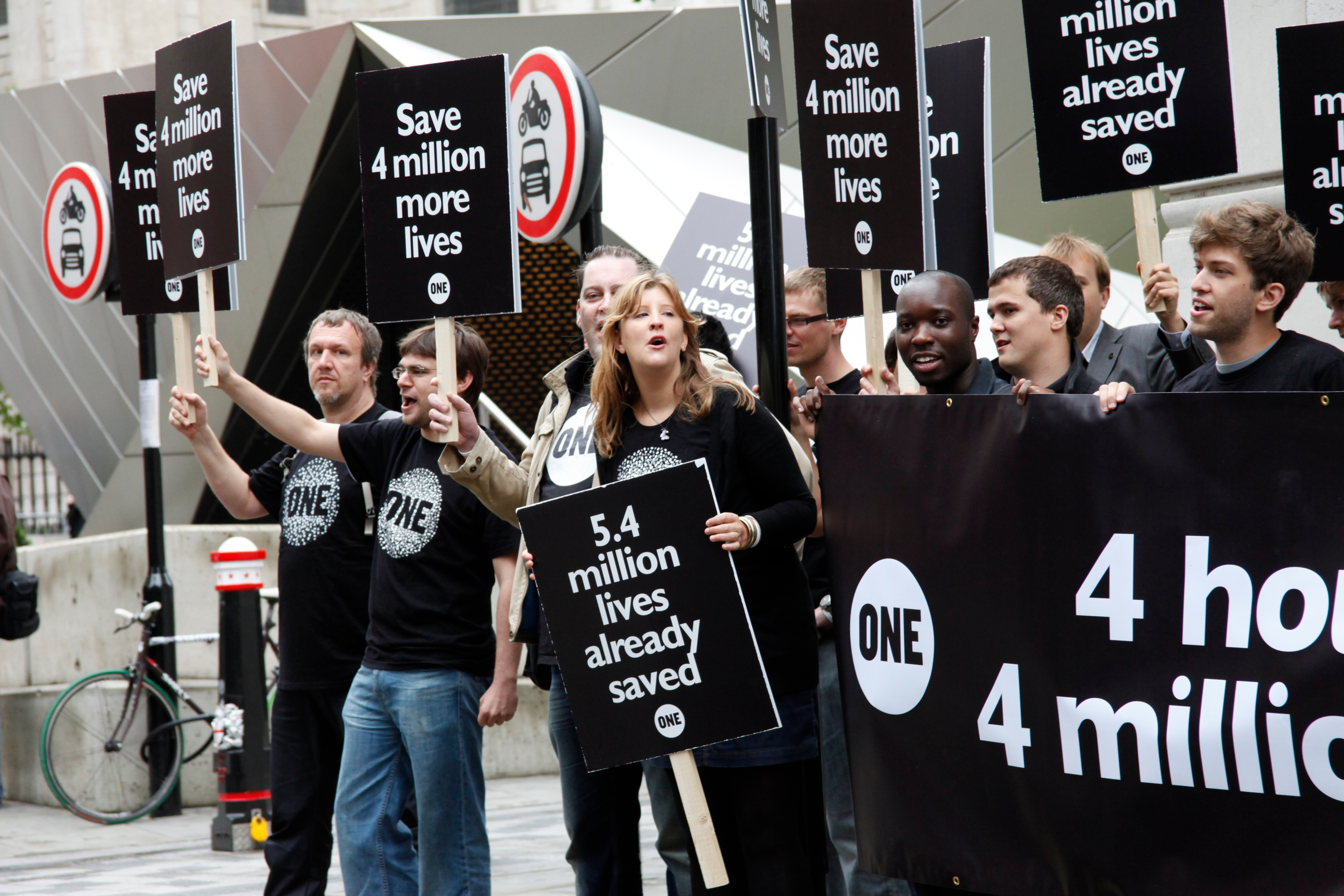
Manifestantes de Londres a favor de expansão na vacinação para países em desenvolvimento

Em diversos países, reduções no uso de certas vacinas foram seguidas por aumentos na incidência e mortalidade das doenças respectivas. De acordo com os Centros de Controle e Prevenção de Doenças, níveis consistentemente altos de cobertura de vacinas são necessários para prevenir um ressurgimento de doenças que foram quase eliminadas. A coqueluche continua um grande problema em países em desenvolvimento, onde a vacinação em massa não é praticada. A Organização Mundial da Saúde estima que a doença causou 294.000 mortes em 2002. A não vacinação contribuiu para o ressurgimento de doenças evitáveis. Por exemplo, em 2019, o número de casos de sarampo aumentou em trinta porcento mundialmente e muitos casos ocorreram em países que haviam quase eliminado o sarampo.

### Estocolmo, varíola (1873–74)
Uma campanha contra a vacinação motivada por objeções religiosas, preocupações sobre a eficácia e sobre direitos individuais levaram a que a taxa de vacinação em Estocolmo caísse para pouco mais de 40%, comparada a 90% no resto da Suécia. Como resultado, uma grande epidemia de varíola se iniciou na cidade em 1873. Ela levou a um aumento na aplicação de vacinas e o fim da epidemia.

### Reino Unido, coqueluche (década de 1970–80)
Em um relatório de 1974 relatando 36 reações à vacina contra coqueluche, um importante acadêmico da saúde alegou que a vacina era apenas marginalmente eficaz e questionou se seus benefícios eram maiores que seus riscos, e cobertura extensiva da imprensa e da televisão causou pânico público. A toma de vacinas no Reino Unido caiu de 81% a 31%, e uma epidemia de coqueluche se seguiu, levando à morte de algumas crianças. A opinião médica mainstream continuou a apoiar a eficácia e segurança da vacina; a confiança pública foi restaurada depois da publicação de uma reafirmação nacional da eficácia da vacina. A toma da vacina então aumentou para níveis acima de 90%, e a incidência da doença diminuiu drasticamente como resultado.

### Suécia, coqueluche (1979–96)
No período de moratório de vacinas que ocorreu quando a Suécia suspendeu a vacinação contra coqueluche de 1979 a 1996, 60% das crianças do país contraíram a doença antes dos 10 anos de idade; monitoramento médico de perto manteve a taxa de mortes por coqueluche em 1 por ano.

### Países Baixos, sarampo (1999–2000)
Um surto de sarampo em uma escola e comunidade religiosa nos Países Baixos resultou em três mortes e 68 hospitalizações entre 2.961 casos. A população nas diversas províncias afetadas tinha um nível alto de imunização, com a exceção de uma das denominações religiosas, que tradicionalmente não aceita vacinas. Noventa e cinco porcento daqueles que contraíram sarampo não tinham sido vacinados.

### Reino Unido e Irlanda, sarampo (2000)
Como resultado da controvérsia sobre o papel das vacinas no autismo, as taxas de vacinação caíram bruscamente no Reino Unido depois de 1996. Do fim de 1999 até o verão de 2000, houve um surto de sarampo em Dublin, na Irlanda. Na época, o nível nacional de imunização estava abaixo de 80%, e em partes da cidade o nível era de cerca de 60%. Mais de 100 hospitalizações foram registradas de mais de 300 casos. Três crianças morreram e muitas outras ficaram gravemente doentes, algumas precisando de ventilação mecânica para que se recuperassem.

### Nigéria, poliomielite, sarampo, difteria (2001–)
No início do século XXI, líderes religiosos conservadores no norte da Nigéria, desconfiados da medicina ocidental, aconselharam que seus seguidores não vacinassem suas crianças com a vacina oral contra a poliomielite. O boicote foi endossado pelo governador do estado de Cano, e a imunização foi suspensa por meses. Consequentemente, a poliomielite reapareceu em uma dúzia de bairros anteriormente livres da pólio, e testes genéticos mostraram que o vírus era o mesmo que havia originado no norte do país. A Nigéria se tornaria uma exportadora do vírus da poliomielite para seus países vizinhos. Pessoas nos estados do norte também relataram estar reticentes quanto a outras vacinas, e a Nigéria reportou maus de 20.000 casos e quase 600 mortes de sarampo de janeiro a março de 2005. No norte da Nigéria, é uma crença popular de que a vacinação é uma estratégia criada pelos ocidentais para reduzir a população do norte. Como resultado dessa crença, uma grande parte dos habitantes do norte rejeitam a vacinação. Em 2006, a Nigéria era responsável por mais da metade de todos os novos casos de poliomielite no mundo. Surtos continuaram depois disso; por exemplo, pelo menos 200 crianças morreram em um surto de sarampo no fim de 2007 no estado de Borno.

### Estados Unidos, sarampo (2005–)

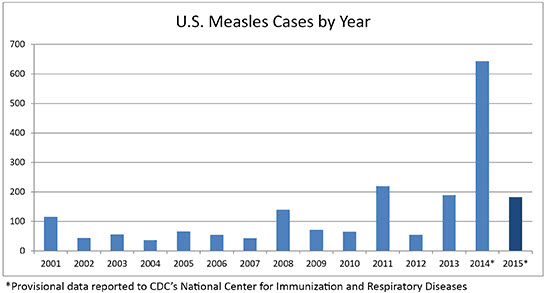
Número de casos de sarampo nos Estados Unidos por ano até 2015

Em 2000, o sarampo foi considerado eliminado dos Estados Unidos porque a transmissão interna da doença havia sido interrompida por um ano; os casos restantes ocorreram graças à importação. Um surto de sarampo em 2005 no estado de Indiana foi atribuído a pais que tinham se recusado a vacinar seus filhos.
Os Centros de Controle e Prevenção de Doenças (CDC) reportaram que os três maiores surtos de de sarampo em 2013 foram atribuídos a grupos de pessoas que não haviam sido vacinadas graças a suas crenças filosóficas ou religiosas. Até agosto de 2013, três bolsões do surto – Nova Iorque, Carolina do Norte e Texas – contribuíram para 64% dos 159 casos de sarampo reportados em 16 estados.
O número de casos em 2014 foi quadruplicado para 644, incluindo transmissão por visitantes não vacinados na Disneyland, na Califórnia. Cerca de 97% dos casos na primeira metade do ano foram confirmados de origem direta ou indiretamente importada (o resto era desconhecido), sendo 49% das Filipinas. Mais de metade das vítimas (165 de 288, ou 57%) durante o tempo admitiram não terem sido vacinadas por escolha; 30 (10%) eram vacinadas. A contagem final de sarampo em 2014 foi de 668 casos em 27 dos 50 estados.
De 1 de janeiro a 26 de junho de 2015, 178 pessoas de 24 estados e do Distrito de Columbia tiveram sarampo. A maioria dos casos eram parte de um surto de múltiplos estados ligado à Disneyland na Califórnia, uma continuação de 2014. Análises de cientistas dos CDC mostraram que o tipo de vírus do sarampo desse surto (B3) era idêntico ao tipo de vírus que havia causado o grande surto de sarampo nas Filipinas em 2014. Em 2 de julho de 2015, a primeira morte confirmada em decorrência do sarampo foi confirmada no país em doze anos. Uma mulher imunodeficiente no estado de Washington havia sido infectada e mais tarde morreu de pneumonia em decorrência do sarampo.
Até julho de 2016, um surto de três meses de sarampo afetando pelo menos 22 pessoas foi espalhado por funcionários não vacinados de um centro de detenção de Eloy, no Arizona, uma instalação do serviço de Imigração e Alfândega dos Estados Unidos. O diretor de saúde local presumiu que o surto provavelmente havia originado de um imigrante, mas todos os detentos já haviam sido vacinados desde então. Entretanto, convencer os funcionários da instalação a se vacinarem ou demonstrar prova de imunidade foi muito mais difícil, ele disse.
Na primavera de 2017, um surto de sarampo ocorreu em Minnesota. Até 16 de junho, 78 casos de sarampo haviam sido confirmados no estado, sendo 71 deles não vacinados, 65 em estadunidenses de pais somali. O surto foi atribuído às baixas taxas de vacinação entre crianças somali-americanas, fato que começou em 2008, quando pais somali começaram a mostrar preocupação sobre números desproporcionalmente grandes de crianças somali na pré-escola em aulas especiais recebendo serviços para transtornos do espectro autista. Por volta da mesma época, o agora banido ex-doutor Andrew Wakefield visitou Minneapolis, se juntando a grupos antivacina para aumentar preocupações de que vacinas eram a causa de autismo, apesar de muitos estudos mostrarem nenhum ligação entre os dois.
Do outono de 2018 ao início de 2019, o estado de Nova Iorque passou por um surto de mais de 200 casos confirmados de sarampo. Muitos desses casos foram atribuídos às comunidades judias ultraortodoxas com baixas taxas de vacinação em áreas dentro de Brooklyn e do Condado de Rockland. O comissário de saúde do estado, Howard Zucker, afirmou que esse era o pior surto de sarampo em sua memória recente.
Em janeiro de 2019, o estado de Washington reportou um surto com pelo menos 73 casos confirmados de sarampo, a maioria dentro do Condado de Clark, que tem uma taxa maior de não-vacinação quando comparado com o reto de estado. Isso levou a que o governador do estado, Jay Inslee, declarasse estado de emergência, e que o congresso do estado introduzisse legislação para proibir a não-vacinação por motivos pessoas ou filosóficos.

### País de Gales, sarampo (2013–)
Em 2013, um surto de sarampo ocorreu na cidade galesa de Swansea. Uma morte foi reportada. Algumas estimativas indicam que apesar de taxas de vacinação pela tríplice viral para crianças com dois anos de idade serem de 94% no País de Gales em 1995, elas tinham caído para até 67,5% em Swansea até 2003, significando que a região tinha um grupo etário "vulnerável". Isso foi ligado à controvérsia sobre o papel das vacinas no autismo, que levou a que um número significante de pais temessem vacinar suas crianças com a tríplice viral. Em 5 de junho de 2017, um novo surto de sarampo foi reportado no país, na Lliswerry High School em Newport.

### Estados Unidos, tétano (2017)
A maior parte dos casos pediátricos de tétano nos Estados Unidos ocorre em crianças não vacinadas. Em Óregon, em 2017, um menino não vacinado sofreu um machucado na cabeça, suturado pelos próprios pais. Mais tarde, o menino chegou ao hospital com tétano. Ele passou 47 dias na unidade de tratamento intensivo (UTI) e um total 57 dias no hospital, a um custo de $811.929, não incluindo o custo de levá-lo de helicóptero à Universidade de Saúde e Ciência de Óregon, ao Hospital Infantil de Doernbecher ou as duas semanas e meia que reabilitação que se seguiram. Mesmo assim, seus pais recusaram a administração de intensificadores contra o tétano ou outras vacinas.

### Romênia, sarampo (2016–)
Até janeiro de 2019, uma epidemia de sarampo continuava em andamento na Romênia, com cerca de 15.000 casos confirmados desde 2016 e 59 mortes, a maioria entre crianças. Todas as 34 pessoas que haviam morrido até setembro de 2017 não tinham sido vacinadas. Isso foi precedido por uma controvérsia em 2008 sobre a vacina contra o HPV. Em 2012, a doutora Christa Todea-Gross publicou um livro digital gratuito contendo desinformação estrangeiras sobre vacinas traduzidas para romeno, o que estimulou significativamente o crescimento do movimento antivacina no país. O governo da Romênia oficialmente declarou uma epidemia de sarampo em setembro de 2016 e iniciou uma campanha de informação para encorajar pais a vacinarem suas crianças. Até março de 2019, o número de mortes aumentou para 62, com 15.981 casos reportados.

### Samoa, sarampo (2019–20)
Um surto de sarampo em Samoa começou em outubro de 2019 e, até 19 de janeiro de 2020, haviam 5.707 casos confirmados de sarampo e 83 mortes, da população samoana de pouco mais de 200.000 pessoas. Um estado de emergência foi decretado em 17 de novembro, ordenando que todas as escolas fossem fechadas, barrando crianças com menos de 17 anos de eventos públicos e tornando a vacinação obrigatória. A UNICEF enviou 110.500 vacinas para Samoa. Tonga (onde foram registrados 640 casos) e Fiji (onde foram registrados 28 casos) também declararam estados de emergência.
O surto foi atribuído a uma brusca diminuição da vacinação contra sarampo desde o ano anterior, depois de um incidente em 2018 quando duas crianças morreram pouco depois de receberem vacinas contra o sarampo, o que levou o país a suspender seu programa de vacinação contra sarampo. A razão da morte das duas crianças foi uma preparação incorreta da vacina por duas enfermeiras que misturaram o pó da vacina com um anestésico expirado.

## Lidando com a hesitação em vacinar
A hesitação em vacinar é desafiadora e a melhor estratégia para lidar com ela permanecem incertas. Muitas intervenções projetadas para solucionar a hesitação em vacinar tem sido baseadas no modelo de déficit de informação. Esse modelo assume que a hesitação em vacinar é derivada da falta de informação de uma pessoa e tenta dar a ela essa informação para resolver o problema. Apesar de muitas intervenções educacionais tentarem essa abordagem, muitas evidências indicam que prover mais informação é frequentemente ineficaz em mudar as visões de uma pessoa antivacinas e pode, de fato, ter o efeito contrário do desejado e reforçar seus equívocos.
Muitas estratégias de comunicação são recomendadas quando se interage com pais hesitantes quanto às vacinas. Isso inclui estabelecer um diálogo honesto e respeitoso; reconhecer os riscos de uma vacina mas apresentá-los contra os riscos de uma doença; levar os pais a fontes reputáveis de informações sobre vacina; e manter contato contínuo com famílias antivacinas. A Academia Americana de Pediatria recomenda que provedores de saúde abordem diretamente as preocupações dos pais sobre as vacinas quando questionados sobre sua eficácia e segurança. Recomendações adicionais incluem pedir permissão para compartilhar informações; manter um tom conversativo (ao invés de formal); não gastar muito tempo desmascarando mitos específicos (isso pode ter o efeito oposto de fortalecer o mito para a pessoa); focar nos fatos e simplesmente identificar o mito como falso; e manter a informação o mais simples possível (se o mito parecer mais simples que a verdade, pode ser mais fácil para as pessoas aceitá-lo). Histórias e anedotas (por exemplo, sobre a decisão de vacinar seus próprios filhos) podem ser ferramentas poderosas para conversas sobre vacinas. Um médico geral da Nova Zelândia tem usado uma história em quadrinhos, Jenny & the Eddies, tanto para educar as crianças sobre vacinas quanto para resolver as preocupações de seus pacientes através de conversas abertas, sinceras e não-hostis, concluindo "eu sempre escuto o que as pessoas tem a dizer sobre qualquer assunto. Isso inclui a hesitação em vacinar. Isso é um lugar muito importante para melhorar a relação terapêutica. Se eu vou mudar a atitude de alguém, eu primeiro preciso ouvi-lo e ter a mente aberta." A força percebida da recomendação, quando vinda de um profissional da saúde, também parece influenciar a vacinação, com recomendações que parecem mais fortes resultando em taxas mais altas de vacinação.
Algumas evidências limitadas sugerem que uma abordagem que se aproxime mais do paternalismo (por exemplo, "o seu filho precisa tomar três vacinas hoje.") tem mais chances de funcionar na aceitação de um paciente sobre as vacinas do que uma abordagem participativa (por exemplo, "o que você quer fazer sobre as vacinas?"), mas diminui a satisfação dos pacientes com a visita. Uma abordagem paternalista ajuda a estabelecer que esta é a escolha normal. Da mesma forma, um estudo descobriu que a forma com que médicos reagem à resistência parental em relação a vacinas também é importante. Quase metade dos pais inicialmente resistentes à vacinação acabam por aceitá-la se os médicos persistirem na recomendação inicial. Os Centros de Controle e Prevenção de Doenças lançaram recursos para auxiliar profissionais de saúde com conversas mais efetivas com pais sobre vacinações.

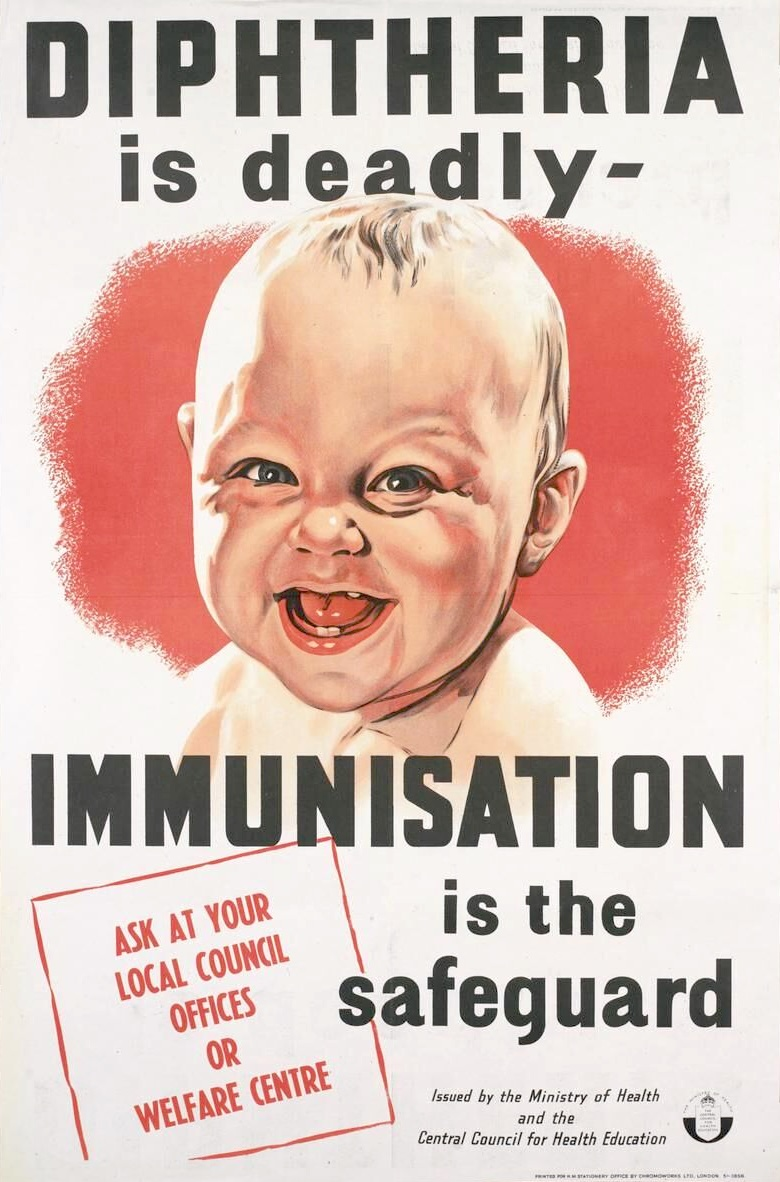
Em um pôster do pós-guerra, o Ministério da Saúde do Reino Unido estimula os britânicos e imunizarem crianças contra a difteria

Não é claro se intervenções com o objetivo de educar pais sobre vacinas aumentam as taxas de vacinação. Também não é claro se citar as razões que beneficiam outros e imunidade de grupo aumentam a disposição de mais para vacinar suas crianças. Em um teste, uma intervenção educacional projetada para responder a equívocos comuns sobre a vacina contra a gripe diminuiu as falsas crenças dos pais sobre as vacinas, mas não aumentou a taxa de toma da vacina. Na verdade, pais com preocupações significativas sobre os efeitos adversos da vacina tinham uma disposição menor a vacinar suas crianças com a vacina contra a gripe depois dessa educação. Iniciativas de múltiplos componentes que incluem selecionar populações menos vacinadas, melhorar a conveniência e acesso às vacinas, iniciativas educacionais e ordens podem melhorar as taxas de vacinação.
A sensibilidade cultural é importante para reduzir a hesitação em vacinar. Por exemplo, o pesquisador Frank Luntz descobriu que, para estadunidenses conservadores, a família é de longe o "motivador mais poderoso" para se vacinar (acima do país, da economia, da comunidade ou dos amigos).
É recomendado que provedores de saúde desaconselhem que pais façam suas próprias pesquisas na internet, já que muitos websites contêm desinformações significativas. Muitos pais fazem suas pesquisas e acabam frequentemente confusos, frustrados, e incertos sobre quais fontes de informação são confiáveis. Recomendações adicionais incluem apresentar os pais à importância da vacinação o mais cedo possível; apresentar aos pais informações sobre a segurança da vacina enquanto na sala de espera do seu pediatra; e se utilizar de encontros pré-natal e visitas à maternidade como oportunidades para vacinar.
Anúncios na internet, no Facebook ou em outros lugares, são comprados tanto por autoridades de saúde quanto por grupos antivacina. Nos Estados Unidos, a maior parte dos anúncios antivacina no Facebook em dezembro de 2018 e fevereiro de 2019 haviam sido pagos por um de dois grupos: o Children's Health Defense de Robert F. Kennedy Jr. e o Stop Mandatory Vaccination. Os anúncios eram direcionados a mulheres e casais jovens e geralmente destacavam os supostos riscos das vacinas, enquanto pediam por doações. Diversas campanhas de anúncios antivacina também eram direcionadas a áreas onde surtos de sarampo estavam ocorrendo. Os impactos das mudanças nas regras para anúncios no Facebook que ocorreram depois disso ainda não foram estudados.
A Organização Mundial da Saúde (OMS) publicou uma dissertação em 2016 com o objetivo de auxiliar profissionais sobre como responder a pessoas antivacina em público. A OMS recomenda que os profissionais vejam o público geral como seu público alvo, ao invés da pessoa antivacina quando debatendo em um fórum público. A OMS também sugere que os profissionais tornem desmascarar as técnicas que o antivacina usa para espalhar desinformação o objetivo da conversa. A OMS afirma que isso tornará a audiência mais resistente contra táticas antivacina.

### Programas de incentivo
Diversos países implementaram programas para combater a resistência à vacinação, incluindo rifas, loterias e prêmios. No estado de Washington, nos Estados Unidos, autoridades deram permissão a que lojas de canábis oferecessem baseados como incentivos para a vacinação contra a COVID-19.

## História
Apesar de sempre existirem pessoas que desconfiavam da eficiência e segurança das vacinas, a comunidade médica acredita que o movimento antivacina teve um estopim em 1998, quando o médico britânico Andrew Wakefield publicou um estudo fraudulento em uma conceituada revista científica, a The Lancet. Nele, Wakefield relacionava a vacina tríplice viral, que previne contra a caxumba, o sarampo e a rubéola, ao autismo.  O artigo foi desacreditado quando outros cientistas fizeram novos estudos para comprovar a conexão, o que nunca aconteceu. Pouco tempo após a publicação, descobriu-se que o médico estava envolvido com advogados que queriam lucrar com base em processos contra fabricantes de vacinas. Além disso, ele utilizou dados falsos e alterou informações sobre os pacientes. Após a confirmação do caso, a The Lancet se retratou e retirou o estudo de seus arquivos. Wakefield perdeu o registro médico e a publicação foi tirada de circulação. Entretanto, grupos antivacina argumentam com o estudo até a época atual.
A resistência à vacinação foi listada pela Organização Mundial da Saúde como uma das dez maiores ameaças à saúde global em 2019.

### No Brasil
Em novembro de 1904, em resposta aos anos de saneamento inadequado e doença, seguidos por uma campanha de saúde pública mal explicada liderada pelo renomado epidemiologista e sanitarista Oswaldo Cruz, cidadãos e cadetes no Rio de Janeiro iniciaram a Revolta da Vacina. Rebeliões ocorreram no dia em que a lei de vacinação começou a fazer efeito; a vacinação simbolizava o aspecto mais temido e mais tangível de um plano de saúde pública que incluía outros aspectos, como renovação urbana, a que muitos eram opostos por anos.

## Distribuição geográfica da resistência à vacinação

Porcentagem das pessoas que concordam que vacinas são importantes para crianças (2018)

A resistência à vacinação tem se tornado algo cada vez mais preocupante, particularmente em países industrializados. Por exemplo, um estudo questionando pais na Europa descobriu que de 12 a 28% dos pais questionados expressaram dúvidas sobre vacinar seus filhos. Diversos estudos abordaram os fatores culturais e socioeconômicos associados a essa resistência. Fatores socioeconômicos altos e baixos, bem como níveis altos e baixos de educação são associados à resistência à vacinação em diferentes populações. Um estudo da Austrália que examinou os fatores associados a atitudes relacionadas à vacinação e disposição de vacinar separadamente descobriu que a pouca vacinação era correlacionada com baixo status socioeconômico, mas não com atitudes negativas quanto à vacinação. Os pesquisadores sugeriram que barreiras práticas são mais prováveis para explicar a baixa taxa de vacinação nesses indivíduos.
Estudos demonstraram que crianças de pais que recusaram a vacina contra coqueluche, contra varicela e antipneumocócica tem 23 vezes mais chances de contrair coqueluche, 9 vezes mais chances de contrair varicela (catapora) e 6 vezes mais chances de serem hospitalizadas com pneumonia severa derivada da Streptococcus pneumoniae (pneumococo).